# Матвеевка (Кировоградская область)
Матвеевка (укр. Матвіївка) — село в Голованевской поселковой общине Голованевского района Кировоградской области Украины.
Население по переписи 2001 года составляло 6 человек. Почтовый индекс — 26543. Телефонный код — 5252. Занимает площадь 0,744 км². Код КОАТУУ — 3521485602.